# The Henry Rollins Show
The Henry Rollins Show var ett amerikanskt talkshowprogram som sändes 2006-2007 med sångaren Henry Rollins som programledare på kanalen Independent Film Channel (IFC). Showen innehöll intervjuer med kändisar och musikframträdanden varvat med mellanprat av Henry Rollins och humorinslag.